# Караш (Ярославская область)
Караш — село Ростовского района Ярославской области, входит в состав сельского поселения Петровское.

## География

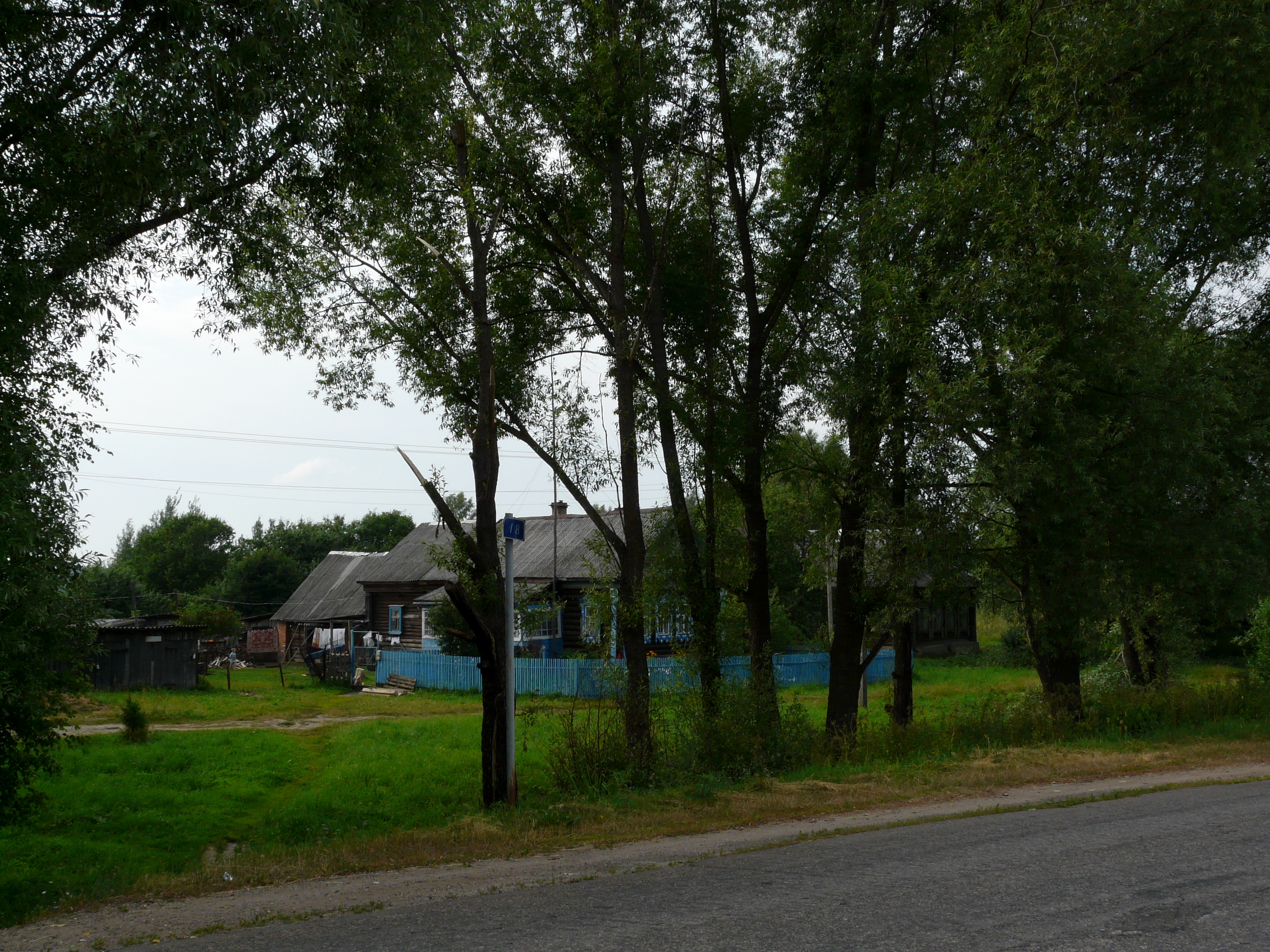
Дом в Караше

Расположено на берегу речки Пашма в 14 км на юго-восток от посёлка Петровское и в 36 км на юг от Ростова.

## История
Из надписи на одном из евангелий, напечатанном в 1698 году и хранящемся в Карашском храме, видно, что село имело и другое название — Святославль.
Церквей в селе было две: одна из них каменная пятиглавая с шатровою колокольней построена в 1786 году во имя Казанской Пресвятой Богородицы, св. Димитрия и Боголюбской Пресвятой Богородицы, а вторая одноглавая сооружена в 1831 году во имя Благовещения Пресвятой Богородицы и Василия Великого. В прежнее время на месте этих церквей были две деревянные, из них одна во имя Казанской Пресвятой Богородицы уничтожена около 1780 году, а другая около 1830 года.
В конце XIX — начале XX село являлось центром Карашской волости Ростовского уезда Ярославской губернии. В 1885 году в селе было 52 двора.
С 1929 года село являлось центром Карашского сельсовета Ростовского района, в 1935—1959 годах — в составе Петровского района, с 2005 года — в составе сельского поселения Петровское.

## Население
| 1859 | 2007 | 2010 |
| ---- | ---- | ---- |
| 386  | ↗558 | ↘454 |

## Инфраструктура
В селе имеются Карашская основная общеобразовательная школа, фельдшерско-акушерский пункт, отделение почтовой связи.

## Достопримечательности
В селе расположены действующая церковь Казанской иконы Божией Матери (1786) и церковь Благовещения Пресвятой Богородицы (1831).